# Indigo Girls
Le Indigo Girls sono un duo folk rock statunitense, formato da Amy Ray e Emily Saliers originario di Atlanta.

## Storia del gruppo

### Primi anni
Amy ed Emily si conobbero da bambine alla Laurel Ridge Elementary School della Contea di DeKalb (Georgia), vicino a Decatur, ma senza frequentarsi dato che Emily era un anno avanti rispetto ad Amy. In seguito, studentesse alla Shamrock High School, entrarono più in confidenza e cominciarono a suonare assieme, prima col nome di B-Band poi come Saliers and Ray. Dopo essersi diplomata, Emily entrò alla Tulane University, mentre l'anno dopo, Amy entrò alla Vanderbilt University. Entrambe vittime della nostalgia di casa, ritornarono in Georgia, effettuando tutte e due il trasferimento alla Emory University. Nel 1985 ricominciano a suonare insieme, questa volta assumendo quello che sarebbe diventato il nome definitivo. In un'intervista del marzo 2007, Emily rivelò che il nome era stato scelto cercando a caso nel dizionario parole che colpissero loro l'immaginazione, e indaco era una di queste.
Si esibivano spesso al The Little 5 Points Pub e frequentando occasionalmente la scena dei gruppi rock universitari di Athens (Georgia) venendo a contatto con analoghi gruppi quali B-52's, Pylon, R.E.M., Georgia Satellites e Love Tractor.
Nel 1982 vennero prodotte indipendentemente, su cassetta, le raccolte "Tuesday Children" e "Purple Parrot", scarsamente distribuite sul mercato e di cui esistono pochissime copie. in una di queste era presente un brano, scritto da Amy e successivamente incluso in Rites of Passage, nel 1992, Nashville. Delle raccolte sono presenti diversi bootleg sul web, come per moltissime altre esibizioni, dai primi anni fino ad oggi.
Nel 1985 esordirono con un 7 pollici dal titolo "Crazy Game", avente per lato B "Everybody's Waiting (for Someone to Come Home)". Quello stesso anno, fecero uscire un EP omonimo con 6 tracce e nel 1987 uscirono con il loro primo full-length, intitolato Strange Fire, registrato allo Studio John Keane di Athens (Georgia), che comprendeva "Crazy Game" e "I don't Wanna Know", scritta da Amy e Michelle Malone, oltre ad una reinterpretazione di "Get Together". Con questa uscita, le ragazze si assicurarono i servigi del manager Russel Carter, che è tuttora il loro manager. nell'edizione originale erano presenti "High Horse" di Emily, non re-inclusa quando l'album fu riprodotto dalla Epic nel 1990 e "Blood & Fire" di Amy, anch'essa mancante ma ri-arrangiata per "Indigo Girls" nel 1989.
Le Indigo Girls avevano già tentato di contattare Carter in precedenza, con l'EP Crazy Game, ma si sentirono dire che i loro pezzi erano ancora immaturi e che, secondo lui, difficilmente avrebbero trovato un contratto discografico. Evidentemente "Strange Fire" dovette avergli fatto cambiare idea.

### Debutto con la Epic Records (1989)
Il successo di artisti come 10,000 Maniacs, Tracy Chapman e Suzanne Vega spinse la Epic Records a cercare altri gruppi femminili; la Epic mise il duo sotto contratto nel 1988.
La loro prima uscita per la major fu di nuovo un'opera omonima, che si piazzò al 22º posto in classifica e conteneva una nuova versione di "Land Of Canaan", che era già apparsa sia sull'EP di debutto che su Strange Fire. L'album, comprendente la trascinante hit "Closer to Fine" e altri celebri brani come "Kid Fears", "Tried To Be True" e "Love's Recovery", venne poi premiato come miglior disco folk contemporaneo dell'anno. esso vide inoltre la collaborazione dei R.E.M. in "Tried To Be True" e del loro frontman, Michael Stipe, come cantante in "Kid Fears". Amy affermò in un'intervista che l'album venne inciso con le stesse modalità con cui i pezzi venivano da loro eseguiti dal vivo, infatti la maggior parte dei pezzi sono arrangiati solamente con chitarra acustica, bohdran e occasionalmente pochi altri strumenti, come il flauto irlandese in "Closer To Fine".

### Nomads Indians Saints (1990)
Il secondo album, Nomads Indians Saints, che prese il disco d'oro nel dicembre del 1991, conteneva l'hit single Hammer and a Nail; non ebbe lo stesso successo del disco precedente, che nello stesso lasso di tempo dall'uscita aveva raggiunto il disco di platino. L'album contiene inoltre altri loro brani di successo quali "World Falls", "Southland in The Springtime", "Watershed" e "Welcome Me", eseguita anche da Joan Baez in uno dei suoi concerti.

### Back on the Bus, Y'all e Rites of Passage (1992)
Le Indigoes fecero quindi uscire il live Back on the Bus, Y'all, contenente una coinvolgente esibizione dal vivo della reinterpretazione del brano di Bob Dylan "All Along The Watchtower". Nel 1992 uscì Rites of Passage che ebbe un successo enorme; alcuni dei pezzi principali furono Galileo, a cui partecipò come cantante Jackson Browne, "Three Hits", "Chickenman" e "Ghost". L'album contiene inoltre la reinterpretazione di un celebre pezzo dei Dire Straits, eseguita da Amy, "Romeo & Juliet". è inoltre presente un altro celebre pezzo dal titolo "Virginia Woolf", scritto da Emily e dedicato appunto alla famosa scrittrice britannica. Come cantanti parteciparono inoltre la cantante Jane Siberry e le sorelle di Emily in "Let It Be Me". il titolo dell'album, "riti di passaggio", oltre a rievocare il tema della reincarnazione, affrontato anche nel brano trainante "Galileo", rappresenta ciò da cui traggono ispirazione la maggior parte dei brani in esso contenuti, ovvero la fase di transizione tra la giovinezza e l'età adulta, tra l'insicurezza e la maturità, raggiunta appunto tramite soliti ed insoliti "riti di passaggio", nell'amore, nel dolore, nell'amicizia ed in generale nella vita di ogni individuo che si affaccia all'età adulta.

### Swamp Ophelia (1994)
Nel 1994 fu la volta di Swamp Ophelia, che ricevette il disco di platino nel settembre 1996, piazzandosi al n° 9 delle classifiche degli album di Billboard. Lavoro dalle atmosfere più cupe, contiene "Fugitive", la famosa "Least Complicated" e la travolgente "Reunion". È presente inoltre il brano "This Train Revised", con riferimenti alla shoah. L'album ottenne un ottimo successo di critica, grazie anche ad armonie ed arrangiamenti a regola d'arte che vedono spesso l'utilizzo di strumenti sempre più vari come il bouzouki, già utilizzato dalle indigoes in precedenza. Il titolo dell'album proviene dal nome di una pianta di cui sentì parlare Amy, citata anche nel pezzo più intenso, "Touch Me Fall".
Nel brano "Dead man's Hill", in cui il padre di Amy fa da back vocalist, riprende un tragico e scioccante episodio dell'infanzia della Ray, durante il quale, una notte, vide sulla collina di fronte a casa dei ragazzi bruciare vivi dei gatti. Come affermato da Amy il brano rappresenta il suo primo vero contatto con la malvagità umana. Il brano, come in genere moltissime canzoni di Amy tra cui "Fugitive", "Touch Me Fall", "Hand Me Downs", "Welcome Me" o la citazione di Sejared, personaggio apparso in un sogno in "World Falls", è stato scritto con la tecnica dello "stream of consciousness", il flusso di coscienza; un'immediata ed inconscia serie di immagini messe giù tramite il brain-storming. Come affermato da Amy, la partner Emily invece ha una tecnica più razionale. Ella infatti costruisce accordi ed armonia in modo organico con l'ausilio di testi più razionali e di immediata comprensione. I testi della Ray infatti offrono diversissime interpretazioni, che a detta dell'autrice le permettono di "dare la possibilità a chi ascolta di trovare se stesso... di essere un catalizzatore delle emozioni più disparate".

### 1200 Curfews, Shaming Of The Sun, Come On Now Social (1995-1999)
Nel 1995, le Indigo Girls pubblicarono un altro live, questa volta un doppio CD, 1200 Curfews, contenente anche la reinterpretazione di un brano di Buffy Saint Marie, "Bury My Heart At Wounded Knee", relativo al massacro da parte dell'esercito americano, nel 1890, di una tribù di nativi, sulle rive del fiume Wounded Knee.
Shaming of the Sun, uscito nel 1997, segnò il punto di svolta nello stile musicale del duo, che pur mantenendo la consueta tecnica dell'armonia vocale si spinge verso orizzonti più rock, come nei pezzi "Shed Your Skin" o "Shame On You". Un altro celebre pezzo, più ancorato al vecchio stile, è "Get Out The Map".
Shaming of the Sun debuttò al 7º posto delle classifiche di Billboard, spinto dal contributo che le Indigo Girls avevano offerto per il festival musicale itinerante Lilith Fair. Shame On You venne trasmessa per radio più di qualsiasi altro loro singolo precedente.
Seguì Come on Now Social nel 1999, in cui si fa sempre più sentire l'impronta rock nel sound del duo, come ben dimostrato in pezzi quali "Go (The Suffragette Song)", "Trouble" e "Cold Beer and Remote Control". Altri celebri pezzi sono "Peace Tonight", "Ozilline" e "Faye Tucker", scritta da Amy e dedicata al caso di Karla Faye Tucker, condannata a morte in Texas, nel 1998 perché accusata di omicidio.

### Retrospective, Become You, All That We Let In e Rarities (2000/2006)
Il 2000 vide l'uscita di Retrospective, una compilation con due pezzi nuovi "Devotion" e "Leaving".
Nel 2002 uscì Become You, nuovo album di inediti che segnò il ritorno alle origini per quanto riguarda il sound del duo e che ricevette ottime reazioni di critica e di pubblico.
L'ultimo album in studio per la Epic è stato All That We Let In, uscito nel 2004 e subito seguito dal tour. i pezzi più noti sono la celeberrima "Fill It Up Again", la profonda "All That We Let In", "Perfect World" e la travolgente "Rise Up". Il 14 giugno 2005 esce Rarities, una collection di lati B, la cui scaletta è stata in parte decisa dai fans, chiamati dalle Indigo Girls a scegliere alcuni brani, tra cui una reinterpretazione del brano "Uncle John's Band" dei Greatful Dead ed un'esibizione live di "Finlandia" pezzo incluso nel primo EP della band.

### Despite Our Differences (2007/2009)
Dopo aver lasciato la Epic, le Indigo Girls firmarono un contratto per cinque CD con la Hollywood Records, etichetta della The Walt Disney Company. Il loro primo e unico album per l'etichetta, Despite Our Differences, prodotto da Mitchell Froom, uscì il 19 settembre 2006.
i pezzi più gettonati furono "Pendulum Swinger", "Rock 'n' Roll Heaven's Gate" con la collaborazione di P!nk, per cui fecero, di rimando, da cantante nella celebre "Dear Mr. President", "I Believe In Love" e "Last Tears", con Brandi Carlile. il titolo dell'album, come affermato da Emily, è stata uno scelta ardua poiché non si riusciva ancora a trovarne uno adatto. Amy propose poi "despite our differences", frase presa da un brano della Saliers "i Believe In Love", volta a sottolineare che, nonostante le diversità, la loro collaborazione è comunque armoniosa e prolifica e che insieme tendono a completarsi, ognuna con il proprio carattere. John Metzger di MusicBox Online ha così descritto Despite our Differences: "contagioso, intriso di pop, dalle melodie e dagli arrangiamenti accattivanti che lo rendono un classico del duo".
Thom Jurekof, di All Music Guide parla invece di "un viaggio emotivo totale... ...più denso di significati di quanto sarebbe lecito aspettarsi... ...accessibile, commovente e reale... ...altamente poetico".
Ciononostante, le Indigo Girls furono bruscamente mollate dalla Hollywood Records nel corso del tour di supporto a Despite Our Differences.

### Poseidon & The Bitter Bug (2009)
In seguito alla rottura con la Hollywood Records, le Indigo Girls hanno annunciato che il loro prossimo lavoro sarebbe stato una produzione indipendente. Nel febbraio 2009 esce il loro ultimo lavoro, Poseidon and the Bitter Bug. L'album è costituito da un doppio disco, uno con i brani suonati con la band, l'altro contenente una versione acustica dei brani più la bonus track "Salty South". L'album, che ricorda il sound iniziale delle Indigoes, viene intitolato grazie a due personaggi di due brani, di Amy "Second Time Around" (the bitter bug) e di Emily "Fleet Of Hope" (poseidon). L'album ricevette una buona recensione dalla critica. altri celebri brani dell'album sono "Ghost Of The Gang", "Love Of Our Lives", "Sugar Tongue" e "Driver Education" scritto da Amy e incluso anche nel suo album da solista "Prom".

### Holly Happy Days e Staring Down The Brilliant Dream (2010)
L'anno dopo il duo realizzò anche il primo album a carattere natalizio, comprendente anche dei pezzi inediti ed una nuova compilation live "Staring Down The Brilliant Dream" il cui intento era di portare sul palco pezzi ormai celebri del duo e di rispolverare vecchi pezzi meno noti. È presente anche una reinterpretazione del brano "Don't Think Twice" di Bob Dylan, eseguita con Brandi Carlile. il titolo della raccolta è tratto da un brano di Emily, "Love Of Our Lives".

### Beauty Queen Sister, Tour e The Essential (2011-2014)
Nel luglio 2011 viene resa nota la data di pubblicazione del loro dodicesimo album di inediti, intitolato "Beauty Queen Sister", che sarà disponibile sul mercato statunitense dal 4 ottobre 2011. Inoltre è stato reso disponibile, tramite Facebook, il download gratuito di un brano dell'album, "Making Promises". Per questo nuovo progetto le Indigoes hanno ricontattato Peter Collins, già produttore di Rites of Passage e "Swamp Ophelia", oltre ad alcuni musicisti della zona limitrofa ad Atalanta, in Georgia, loro luogo natale, dove si svilupparono le loro prime influenze musicali; un lavoro analogo era stato fatto con il loro secondo lavoro per la Epic, "Nomads, Indians, Saints". L'album contiene per la maggior parte ballate. Interessante il pezzo "War Rugs", uno dei più particolari nel sound, che affronta il tema della guerra civile in Egitto. Altri brani sono "Beauty Queen Sister", una sorta di up-tempo, "Making Promises" e la celtica "Damo". Il contenuto, sostanzialmente, rimane ancorato ad una certa profondità, tipica delle Indigoes nel descrivere e narrare storie ed avvenimenti relativi a personaggi specifici come il brano "John". il sound invece si muove delicatamente verso nuovi orizzonti, discostandosi dalle sfumature Indie di "Poseidon & The Bitter Bug" come dalle atmosfere prettamente Folk dei primi lavori, acquistando un accento da Country-Ballad. Le aggiunte più suggestive, dolci e soft rendono il lavoro, anche grazie alla rinomata abilità delle Indigoes nei testi e nelle melodie, comunque comunicativo ed organico. È però meno accentuato, seppur presente, l'utilizzo delle loro classiche armonie vocali, lasciando ad ogni canzone un'atmosfera ancora più individuale tra le due autrici.
Nell'estate del 2012 Amy ed Emily hanno intrapreso un tour accompagnate dagli Shadowboxers, prima come band d'apertura, poi come backing band. Entrambe si sono dichiarate entusiaste del progetto che ha permesso loro di rispolverare pezzi che necessitavano della presenza di una band, che non suonavano da anni. Dopo il tour estivo hanno cominciato ad esibirsi con orchestre sinfoniche locali. Per il ri-arrangiamento dei pezzi ed il loro adattamento hanno contattato Sean O'Loughlin.
Ad aprile del 2013, in risposta ad alcune critiche mosse contro l'attivismo per i diritti dei transessuali, le Indigo Girls hanno affermato che si sarebbero esibite al Womyn's Music Festival nel Michigan, ma che avrebbero protestato apertamente per la discriminatoria politica del festival "womyn-born womyn". Hanno inoltre affermato che questa sarebbe stata la loro ultima partecipazione se le cose non fossero cambiate.
Il 10 maggio 2013, i-tunes pubblica "Indigo Girls - The Essential", che raccoglie 37 brani estrapolati della discografia delle Indigo Girls dai tempi degli esordi del primo EP "Everybody's waiting for someone to come home/crazy game" (1987) a Beauty Queen Sister (2013). Ad agosto Amy pubblica come download gratuito il brano "The Rise Of The Black Messiah". Il brano tratta delle incarcerazioni di massa, della politica razzista delle prigioni del sud, tra cui in particolare Angola. Nel pezzo viene anche menzionata la storia di Jim Crow. L'ispirazione, come Amy ha scritto, proviene da una lettera inviatale da un detenuto in isolamento da più di vent'anni. Alla fine dei 2013 le Indigo Girls hanno aperto un blog su Tumblr dal nome "One Year a Month". In questo blog, arricchito da fotografie e annotazioni, ogni mese descrivono un anno della loro carriera sia musicale sia di attivismo, affrontato sia dalla prospettiva di Amy sia da quella di Emily. Il blog comincia dal 1985, anno in cui le due hanno iniziato a suonare insieme con il nome di B-Band.

### One Lost Day (2015)
Nell'autunno 2014 Amy ed Emily ritornano in studio per lavorare agli arrangiamenti dei pezzi per il nuovo album, previsto per il 2015. A gennaio cominciano a pubblicare sulla pagina di Facebook una serie di otto video in cui presentano alcuni dei loro pezzi preferiti (uno dei quali, Our Deliverance, è eseguito con Joan Baez) e descrivono il loro lavoro sulle armonie e sulla scrittura delle canzoni. In uno di questi video Emily esegue un nuovo brano, "Elizabeth", che sarà incluso in One Lost Day, acquistabile su i-Tunes dal 2 giugno 2015. Su Facebook vengono pubblicati prima alcuni snippets sul lavoro in studio con la produttrice Jordan Hamlin e in seguito vengono commercializzati tre brani ad anticipare l'album: "Happy in the sorrow Key" e "Fishtails", scritte da Amy e "Learned It On Me", scritta da Emily. One Lost Day è un lavoro decisamente più eclettico rispetto ai precedenti, sia in termini di contenuti sia in termini sonori e rimarca ancora di più le differenze musicali tra le due cantautrici. Come da entrambe affermato, molti dei brani sono rivisitazioni e completamenti di canzoni abbozzate addirittura da più di dieci anni, ma in seguito temporaneamente accantonate perché incomplete o non musicalmente coerenti con precedenti lavori. In questo gruppo figurano "Spread the pain around", "Olympia Inn" e "Happy in the sorrow key" di Amy e "If I don't Leave here now" di Emily. Secondo Amy, la recente morte del padre è stata una spinta importante per concludere "happy in the sorrow key" che tratta il delicato tema della morte e dell'accettazione del dolore e di come questo sia sostanzialmente meglio rispetto ad una vita vissuta inconsapevolmente. In One Lost Day ritroviamo anche "The rise of the black messiah", rivisitata in chiave più rock rispetto alla versione acustica e solista di Amy. "Elizabeth", che apre l'album e sul cui sottofondo è presente l'accompagnamento di un dulcimer, racconta la storia di una vecchia amicizia adolescenziale di Emily, ai tempi del college. Seguono con il solito alternarsi, i brani di Amy a quelli di Emily. Su soundcloud è possibile ascoltare brevi interviste rilasciate dalle due musiciste in cui i brani vengono descritti uno per uno e in cui ne viene spiegato il contenuto emotivo, simbolico o descrittivo. Il nome dell'album è tratto dal ritornello di una delle canzoni di Emily, "Alberta". Emily si è ispirata ad un evento drammatico realmente accaduto nei pressi di Alberta (canada) durante il quale una slavina travolse e seppellì vivo un intero paesino di minatori, nel 1905. "Questo evento - dice Emily - è rimasto fortemente impresso nella mia mente. Ho cominciato a pensare allo scorrere del tempo, all'imprevedibilità della vita e a come la storia sia, dal nostro punto di vista, una semplice linea temporale fatta di eventi, di nomi e di date...in realtà è molto di più di questo. La storia è fatta da persone, persone con sentimenti. È questo ciò che la rende affascinante. Il fatto che possiamo srotolare la matassa cronologica della storia più che possiamo...ma ci sono misteri che nessuno potrà riesumare dal passato. Questo rende ragione della bellezza della storia. Ho pensato di intrecciare questo concetto con l'immagine del viaggio, del ricordo, dell'amore, di come gli eventi a volte ci travolgano...e di una rosa raccolta ad Alberta e portata fino sulla East Coast, per appiccicarla sulla pagina ingiallita di un diario di viaggio, il simbolo del ricordo. Sostanzialmente è questo il contenuto della canzone".

## Composizione
Amy ed Emily di solito non scrivono insieme le loro canzoni, mentre invece le arrangiano assieme. Amy Ray, durante un'intervista, ha dichiarato che ciò è "un modo per entrambe di ottenere un proprio spazio all'interno di ogni album ed esprimere ognuna la propria personalità". ciò è dovuto anche alle diversità tra le due musiciste, che portano ad un approccio diverso alla musica, alla scrittura ed anche allo stile musicale. Amy per esempio predilige sonorità rock, e generalmente più cupe come in pezzi quali "Fugitive", "This Train Revised", "Touch Me Fall", "Sister" o "Kid Fears". Riguardo alla scrittura insieme vi sono solo poche eccezioni, perlopiù pezzi inediti dei loro primi anni, come "I Don't Know Your Name" e "If You Live Like That". "Blood Quantum", che appare su Honor: A Benefit for the Honor the Earth Campaign aveva strofe e ritornello scritti da Amy, con Emily che aveva aggiunto un bridge. "I'll Give You My Skin", uscita sia su Tame Yourself (Benefit People for the Ethical Treatment of Animals) che sul loro Rarities, è una collaborazione fra loro due e Michael Stipe dei R.E.M., fatto doppiamente raro, visto che le due non si avvalgono di altri collaboratori esterni per scrivere le canzoni. Un'ultima eccezione è rappresentata dal brano "I don't Wanna Know" incluso in "Strange Fire", scritto da Amy con Michelle Malone.

## Progetti solisti
Nel 1990, Amy ha fondato la Daemon Records, che fra gli altri ha messo sotto contratto Ellen James Society, Kristen Hall, Rose Polenzani, Girlyman, Nineteen Forty-Five, Athens Boys Choir, e James Hall.
Amy ha prodotto quattro album solisti, titolati Stag, Prom, Live from Knoxville e Didn't It Feel Kinder, tutti per la sua etichetta Daemon. Ha fatto dei tour con The Butchies e con la sua band The Volunteers. Si vociferava che anche Emily stesse lavorando ad un album solista cosa che appare dubbia poiché ella afferma di ritenersi musicalmente soddisfatta dalle Indigo Girls, non sentendo il bisogno di spingersi verso altri orizzonti musicali, incluso un eventuale progetto solista.
Nel 2005, Emily Saliers e suo padre Don, professore di teologia alla Candler School of Theology della Emory University, hanno pubblicato insieme il libro A Song to Sing, A Life to Live: Reflections on Music as Spiritual Practice. Insieme ne hanno promosso la pubblicazione tramite conferenze di presentazione arricchite da performance, come ad esempio alla Washington National Cathedral College di Washington.

## Altre collaborazioni
Amy ed Emily hanno partecipato a una rappresentazione del musical Jesus Christ Superstar ad Atlanta, intitolata Jesus Christ Superstar: A Resurrection, Amy nel ruolo di Gesù ed Emily in quello di Maria Maddalena. In seguito, avrebbero organizzato delle repliche personali con gli stessi ruoli, ad Austin, al South by Southwest (SXSW) Festival, ed a Seattle.
Nel 1994 contribuiscono alla colonna sonora di Philadelphia, con la reinterpretazione del brano del 1971 di Danny Whitten, "I Don't Wanna Talk About It".
Appaiono anche nell'album di Anne Murray, cantando in "A little good news."
Hanno inciso la cover di un brano di Simon & Gurfunkel, "Mr. Robinson" per la colonna sonora del telefilm "Desperate Housewives".
Sia Emily che Amy hanno fatto diversi riferimenti alla bibbia nelle loro canzoni senza però farne polemica bensì come metafore come in "Land Of Canaan", "Closer To Fine", "Jonas & Ezekial".
Il brano Galileo come detto da Emily tratta della reincarnazione, del processo tramite il quale le nostre paure sono il frutto di "errori" ancora da superare o questioni non risolte, tutto accumulato dalle proprie vite passate. scherzosamente si è riferita a Galileo immaginandolo reincarnato in una mucca che di notte guarda verso il cielo cercando lo stelle, proprio come Galileo che abiurando "lasciò irrisolta" questa questione, sepolta nel tempo e nelle vite a venire.
Emily in una recente intervista ha affermato di aver scritto il brano Fleet Of Hope sulla spiaggia, in California.

## Attività extra musicali e vita privata
Sia Amy che Emily non hanno mai fatto mistero del loro essere lesbiche, ma diversamente da quanto più volte supposto, non hanno mai avuto una relazione. Amy è stata a lungo compagna della musicista Cooper Seay e in seguito dell'autrice femminista Jennifer Baumgardner; ha avuto anche una relazione con la documentarista Carrie Schrader. In virtù del loro impegno per i diritti della comunità LGBT, sono viste come icone del movimento.
Le Indigo Girls sono molto attive politicamente. Fra le altre, hanno fatto loro cause come l'ambientalismo, i diritti degli omosessuali, dei Nativi americani e contro la pena di morte.
Per anni hanno pubblicizzato campagne per il riciclaggio, insieme alla rappresentante di Greenpeace Stephanie Fairbanks. Hanno inoltre cofondato Honor the Earth, organizzazione attiva nelle questioni ambientali.
Le Indigo Girls sono menzionate nel libro di Stephen King Rose Madder. Sono descritte suonare ad un evento promozionale per la causa dei diritti delle donne.
Attualmente sia Amy che Emily sono diventate madri, rispettivamente di Ozilline (nome della nonna materna di Amy a cui è dedicato l'omonimo brano tratto da "Come On Now Social") e Cleo.
Emily Saliers sta contemporaneamente lavorando al suo primo lavoro da solista, la cui uscita è da destinarsi probabilmente alla fine del 2015. La canzone Elizabeth, destinata poi al loro nuovo lavoro One Lost Day era infatti stata inizialmente destinata al suo primo lavoro solista.

## Discografia
Album in studio
- 1987 - Strange Fire
- 1989 - Indigo Girls
- 1990 - Nomads Indians Saints
- 1992 - Rites of Passage
- 1994 - Swamp Ophelia
- 1997 - Shaming of the Sun
- 1999 - Come On Now Social
- 2002 - Become You
- 2004 - All That We Let In
- 2006 - Despite Our Differences
- 2009 - Poseidon and the Bitter Bug
- 2010 - Holly Happy Days
- 2011 - Beauty Queen Sister
- 2015 - One Lost Day
- 2020 - Look Long

EP
- 1991 - Back on the Bus, Y'all
- 2010 - Staring Down The Brilliant Dream

Live
- 1995 - 1200 Curfews

Raccolte
- 1995 - 4.5
- 2000 - Retrospective
- 2005 - Rarities

Singoli
- 1989 - Closer to Fine
- 1990 - Hammer and Nail
- 1992 - Galileo
- 1994 - Least Complicated
- 1997 - Shame on You
- 1999 - Peace Tonight